# Pay or Move
Pour plus de détails, voir Fiche technique et Distribution.
Pay or Move est un film américain réalisé par Harry Edwards et sorti en 1924.

## Fiche technique
- Réalisation : Harry Edwards
- Producteur : Mack Sennett
- Genre : comédie
- Durée : 24 minutes
- Date de sortie :
  - États-Unis : 13 avril 1924

## Distribution
- Monty Banks : Monty
- Ena Gregory : Betty Benson
- William Blaisdell